# Divisió territorial d'Espanya de 1833

Mapa polític de la divisió territorial d'Espanya en 1833 marcant els límit provincials i acolorint les regions

La divisió territorial d'Espanya de 1833 fou una gran reforma de l'organització administrativa d'Espanya, que passà d'organitzar-se en corregiments a províncies canviant no només els noms d'aquests sinó reorganitzant els territoris a l'entorn d'una capital dotada dels instruments més típics de l'estat (caserna, jutjat i governador civil), dependents directament pel govern d'Espanya.
Immediatament després de la mort de Ferran VII el 29 de setembre de 1833, la regent Maria Cristina de Borbó va tractar d'arribar a un acord amb els partidaris de Carles Maria Isidre. Aquesta va ser la missió que li va confiar a Francisco Cea Bermúdez, líder d'un govern que va durar tot just tres mesos. No obstant això, encara que els esforços per atreure's als carlins van ser vans, el seu govern va emprendre una reforma de gran envergadura, que segueix estant vigent en Espanya més de segle i mig després: la divisió d'Espanya en províncies.
Mitjançant una simple circular al novembre de 1833, el seu secretari d'estat de Foment, Javier de Burgos, va crear un estat centralitzat dividit en 49 províncies. Les províncies van rebre el nom de les seves capitals (excepte quatre d'elles, que van conservar les seves antigues denominacions: Navarra, amb capital a Pamplona, Alaba amb Vitòria, Guipúscoa amb Sant Sebastià i Biscaia amb Bilbao). El projecte de Javier de Burgos és pràcticament el mateix que el del projecte del 1822 (que mai va entrar en vigor), però sense les províncies de Villafranca del Bierzo, Calataiud i Xàtiva; a més, altres províncies canvien de nom al canviar de capital.
| « | Amb tot a Javier de Burgos correspon més el mèrit d'haver emprès, dirigit i elaborat una nova divisió provincial d'Espanya el valor i la voluntat política d'haver posat en vigència una divisió anterior com la de 1822 amb els retocs i modificacions que va creure oportunes. | » |
| — Martínez Díez, Gonzalo, Génesis Histórica de la provincia de Burgos y sus divisiones administrativas, Aldecoa, Burgos, 1983. ISBN 84-7009-214-6 | |   |

## Divisió provincial
La divisió provincial de Javier de Burgos de 1833 incloïa 49 províncies. El mateix decret que va crear la divisió provincial va agrupar a les províncies en "regions històriques". No obstant això, el decret de Javier de Burgos no pretenia crear cap nivell administratiu superior al provincial. Així, les regions definides no tenien cap mena de competència o òrgan administratiu o jurisdiccional comú a les províncies que agrupava, tenint l'adscripció a regions un caràcter classificatori, sense pretensions d'operativitat administrativa
Andalusia: Almeria, Cadis, Còrdova, Granada, Huelva, Jaén, Màlaga i Sevilla.
Aragó: Osca, Terol i Saragossa.
Astúries: Oviedo.
Balears: Palma
Canàries: Santa Cruz de Tenerife
Castella la Nova: Ciudad Real, Conca, Guadalajara, Madrid i Toledo.
Castella la Vella: Àvila, Burgos, Logronyo, Palència, Santander, Segòvia, Sòria i Valladolid.
Catalunya: Barcelona, Girona, Lleida i Tarragona.
Extremadura: Badajoz i Càceres.
Galícia: La Corunya, Lugo, Ourense i Pontevedra.
Lleó: Lleó, Salamanca i Zamora.
Múrcia: Albacete i Múrcia.
Navarra: Navarra.
València: Alacant, Castelló, i València.
Vascongadas: Àlaba, Guipúscoa i Biscaia.
El model de Javier de Burgos eren els departaments francesos i si bé moltes de les decisions de límits i adscripcions a províncies van poder semblar arbitràries (d'acord amb criteris històrics i geogràfics), no ho van anar tant, ja que seguien certs criteris "racionals": extensió (des del punt més allunyat de la província hauria de poder arribar-se a la capital en un dia), població (les províncies haurien de tenir una població entre 100.000 i 400.000 persones) i coherència geogràfica. Al capdavant de cada província, el govern de la nació designaria un representant, que ostentaria el títol de cap polític.
Es recuperen els noms tradicionals de les províncies basques i Navarra, però es fan menys concessions a la història, ja que persisteixen molt pocs enclavaments, els més importants són: el Racó d'Ademús (província de València) i el Comtat de Treviño (província de Burgos).
Aquesta divisió provincial es consolida i triomfa ràpidament, fins a arribar als nostres dies, ja que immediatament es dota a les capitals de províncies de les institucions de govern bàsiques, creant-se al temps els caps polítics (els futurs governadors civils, avui delegats i subdelegats del govern). A més, la divisió provincial serà el suport per a totes les branques de l'administració, i les futures divisions. Tots els ajuntaments, i el seu alfoz, han d'estar íntegrament dintre d'una província. Poc després estan perfectament delimitades totes les províncies, amb els enclavaments corresponents.
En 1834 es divideixen les províncies en partits judicials, i per a això es tenen en compte els límits provincials. En els partits judicials es posaran els jutjats de primera instància i instrucció, que més tard serien la base per als districtes electorals i la contribució. En 1868 existien 463 partits judicials i uns 8.000 municipis. A les eleccions municipals de 1999 havia 8.037 ajuntaments, alguns no tenien més de 10 anys.

## Modificacions posteriors
Des de llavors, aquesta divisió ha sofert retocs mínims: algunes modificacions de límits i denominació i el canvi de nom de cap polític, primer a governador civil i, posteriorment, a subdelegat del govern.
- En 1836 s'amplia València a costa d'Alacant i aquesta última a costa d'Albacete (Villena) i Murcia (Saix).
- En 1841 s'amplia Logronyo, però temporalment.
- Entre 1844 i 1854 la capital de Guipúscoa va passar de Sant Sebastià a Tolosa.
- En 1846 es van rectificar els límits entre Ciudad Real i Albacete, amb la incorporació de Villarrobledo a aquesta última.
- En 1851 Requena i Utiel passen de Conca a València.
- En 1927 s'efectua la divisió de la província de Canàries en les dues províncies actuals. (RD nº 1586 de 21 de setembre) Las Palmas i Santa Cruz de Tenerife. Aquesta és la modificació més important, ja que augmenta les províncies a 50.
- En 1980 es canvia de denominació província de Logronyo per la de província de La Rioja.
- En 1981, com a part de la transformació en comunitat autònoma, es modifica la denominació de la província de Santander per la de província de Cantàbria.
- En 1983 es canvia la denominació de la província d'Oviedo per la de província d'Astúries.
- En 1986 s'aprova la llei que permet el canvi de denominació de les províncies.
- En 1992 les províncies de Girona i Lleida aproven com a única oficial la seva denominació en català. Això va implicar el canvi de les lletres identificatives de la placa de matrícula dels vehicles a Girona passant de ser GE a ser GI.
- En 1995 el municipi de Gàtova passa de la província de Castelló a la de València.
- En 1997, la província de Palma de Mallorca passa a anomenar-se província d'Illes Balears. De la mateixa manera la placa de matrícula va quedar modificada canviant les sigles PM per IB.
- En 1998 es va modificar la denominació oficial de les províncies de La Coruña i Orense per la de A Coruña i Ourense. La matrícula dels vehicles d'Ourense va canviar d'OR a OU.
- En 2011 es va modificar la denominació oficial de les províncies d'Álava, Guipúzcoa i Vizcaya per les de Araba/Álava, Gipuzkoa i Bizkaia.[2]

Les províncies definides en 1833 segueixen sent, d'acord amb la Constitució Espanyola de 1978, peces bàsiques de l'organització territorial d'Espanya (article 141), base de les circumscripcions electorals (article 68) i les unitats de les quals es componen les comunitats autònomes. L'Estatut d'Autonomia de Catalunya, l'entrada en vigor de la qual va ser l'agost de 2006, obvia la divisió provincial, considerant una divisió en set vegueries. No es preveu que aquesta divisió modifiqui la divisió provincial vigent per a les competències de l'Estat a fi de no alterar, per exemple, el nombre de senadors o de diputats que Catalunya aporta a les Corts Generals.